# Zmaj R-1
Zmaj R-1 là một mẫu thử máy bay ném bom của Nam Tư, do hãng Zmaj chế tạo vào thập niên 1930.

## Quốc gia sử dụng
Vương quốc Nam Tư
- Không quân Hoàng gia Nam Tư

## Tính năng kỹ chiến thuật
Đặc tính tổng quan
- Kíp lái: 3-4
- Chiều dài: 12,78 m (41 ft 11 in)
- Sải cánh: 14,40 m (47 ft 3 in)
- Chiều cao: 2,50 m (8 ft 2 in)
- Diện tích cánh: 33,80 m2 (363,8 foot vuông)
- Trọng lượng rỗng: 2.600 kg (5.732 lb)
- Trọng lượng có tải: 5.094 kg (11.230 lb)
- Trọng lượng cất cánh tối đa: 5.664 kg (12.487 lb)
- Động cơ: 2 × Hispano-Suiza , 500 kW (670 hp) mỗi chiếc
- Cánh quạt: 3-lá

Hiệu suất bay
- Vận tốc cực đại: 320 km/h (199 mph; 173 kn) 450
- Tầm bay: 1.000 km (621 mi; 540 nmi)
- Trần bay: 10.000 m (32.808 ft)
- Vận tốc lên cao: 5,55 m/s (1.093 ft/min)